# Robson Moura
Robson Moura Fonseca é um competidor e instrutor de jiu-jitsu brasileiro, além de ex-lutador de artes marciais mistas. Ele começou a treinar jiu-jitsu brasileiro aos 10 anos em Teresópolis, Brasil. Seu primeiro professor de jiu-jitsu brasileiro foi Ailson Brites [en], embora Moura tenha conquistado a faixa preta aos 16 anos sob a orientação de  André Pederneiras, cofundador da Nova União. Atualmente, Moura detém o 6º grau na faixa preta de jiu-jitsu brasileiro sob a tutela do professor Brites. Seu registro em artes marciais mistas é de 2 vitórias, 1 derrota e 1 empate.
Moura é reconhecido por seu estilo inovador e pela constante evolução de suas técnicas no mundo do jiu-jitsu. Ele venceu sua divisão no BJJ Mundiais de 1996 a 2000 e novamente em 2007.
Ele é credenciado pela IBJJF, CBJJF e CBJJO. Após fundar e lecionar em academias no Brasil, Moura administra a Robson Moura Brazilian Jiu Jitsu Academy em Tampa, Flórida.

## Carreira profissional no grappling
Moura competiu no Polaris 21 em 21 de setembro de 2022, em uma superluta com quimono contra Tom Barlow. Moura venceu a luta por decisão unânime.

## Mixed martial arts record
| Cartel no MMA |            |           |
| 4 lutas       | 2 vitórias | 1 derrota |
| Por decisão   | 2          | 1         |
| Empates       | 1          | 1         |

| Res.    | Cartel | Oponente            | Método             | Evento                         | Data                   | Round | Tempo | Local        | Notas |
| ------- | ------ | ------------------- | ------------------ | ------------------------------ | ---------------------- | ----- | ----- | ------------ | ----- |
| Empate  | 2-1-1  | Mamoru Yamaguchi    | Draw               | Shooto: 9/26 in Kourakuen Hall | 2004 de setembro de 26 | 3     | 5:00  | Tokyo, Japão |       |
| Vitória | 2-1    | Junji Ikoma         | Decisão (unânime)  | Shooto - Year End Show 2003    | 2003 de dezembro de 14 | 3     | 5:00  | Tokyo, Japão |       |
| Derrota | 1-1    | Yasuhiro Urushitani | Decisão (dividido) | Shooto - 5/4 in Korakuen Hall  | 2003 de maio de 4      | 3     | 5:00  | Tokyo, Japão |       |
| Vitória | 1-0    | Mamoru Yamaguchi    | Decisão (unânime)  | Shooto: Treasure Hunt 10       | 2002 de setembro de 16 | 3     | 5:00  | Tokyo, Japão |       |